# 크리스 커탠
크리스 커탠(Chris Kattan, 1970년 10월 19일 ~ )은 미국의 배우이다.

## 출연 작품
- 인투 더 샤크스톰 (2017)
- 워크 오브 페임 (2015)
- 몬스터 호텔 2 (2015)
- 저스트 크레이지 이너프 (2012)
- 푸드파이트! (2012)
- 지.지.지 (2011)
- 새터데이 나이트 라이브 인 더 2000s: 타임 앤 어게인 (2010)
- 헐리우드 & 와인 (2010)
- 하드 브레이커스 (2010)
- 더 미들 시즌1 (2009)
- 기숙학교: 금지된 일탈 (2009)
- 델고 (2008)
- 더 메이킹 오브 '크리스마스 인 원더랜드' (2007)
- 세터데이 나잇 라이브 인 더 '90s: 팝 컬처 네이션 (2007)
- 언데드 오어 얼라이브 (2007)
- 크리스마스 인 원더랜드 (2007)
- 산타 없는 해 (2006)
- 더 레이트 레이트 쇼 위드 크레이그 퍼거슨 (2005)
- 산타 슬레이 (2005)
- 아담과 스티브 (2005)
- 세터데이 나잇 라이브: 더 베스트 오브 윌 페럴 - 볼륨 2 (2004)
- 언더커버 브라더 (2002)
- 코르키 로마노 (2002)
- 더 콘서트 포 뉴욕 시티 (2001)
- 멍키본 (2001)
- 헌티드 힐 (1999)
- 새터데이 나이트 라이브: 더 베스트 오브 마이크 마이어스 (1998)
- 록스베리 나이트 (1998)
- 새터데이 나잇 라이브 (1975)